# Universidade do Vale do Itajaí
Universidade do Vale do Itajaí (UNIVALI) é uma universidade comunitária brasileira do estado de Santa Catarina. É uma das maiores e mais importantes universidades do estado. Está presente ao longo do litoral Centro-Norte de Santa Catarina, em Itajaí, Balneário Camboriú, Balneário Piçarras, Tijucas, Biguaçu, São José e Florianópolis.
Mantém nota 5 no índice geral de cursos do Ministério da Educação, sendo apontada pelo órgão governamental como a melhor universidade não-estatal de Santa Catarina, índice também repetido pelo ranking de universidades produzido e divulgado pelo jornal Folha de S.Paulo e pelo Guia do Estudante da Editora Abril que, tendo indicado 42 cursos da Instituição entre os melhores do Brasil, classificou a universidade como a 10ª melhor universidade não-estatal do País.
Na Instituição são ofertados mais de 70 cursos de graduação entre bacharelados, licenciaturas e tecnólogos, compreendendo quase 26 mil alunos, oferecendo ensino desde a educação básica até a pós-graduação, destacando a oferta de dez mestrados e seis doutorados. Na instituição atuam grupos de pesquisas e projetos de extensão, o que movimenta não só a comunidade acadêmica, mas também a população do seu entorno. Além disso, a fundação mantém o Sistema Educativo de Rádio e Univali TV, a Univali Editora, o Grupo de Teatro da Univali e convênios com universidades em todo o mundo.
Apesar de cobrar mensalidades, não possui fins lucrativos. Todo o recurso arrecadado com o valor das mensalidades é utilizado para cobrir os custos de sua manutenção, em projetos sociais ou reinvestidos na melhoria de sua estrutura. Por sua caracterização comunitária, ela tem acesso a vários programas de bolsas e financiamentos governamentais que permitem que 73% de seus alunos tenham acesso a algum tipo de benefício.

## História
De 16 de setembro de 1964 data o registro do primeiro documento oficial da Sociedade Itajaiense de Ensino Superior (SIES), que previa o funcionamento de duas faculdades: a Faculdade de Ciências Jurídicas e Sociais e a Faculdade de Filosofia, Ciências e Letras. No dia 22 de setembro a SIES deixa de ser iniciativa privada para tornar-se, via Lei Municipal, uma instituição pública.
Em 25 de outubro de 1968 é publicada a Lei Municipal 892, que cria a Autarquia Municipal de Educação e Cultura da Cidade de Itajaí. Em 1970, a Autarquia é transformada em Fundação de Ensino do Pólo Geoeducacional do Vale do Itajaí (FEPEVI). Em 1986, as Faculdades de Ciências Jurídicas e Sociais, de Filosofia, Ciências e Letras e de Enfermagem e Obstetrícia são transformadas em Faculdades Integradas do Litoral Catarinense (FILCAT).
No dia 16 de fevereiro de 1989, a FILCAT torna-se Universidade do Vale do Itajaí (Univali), através da Portaria Ministerial 51/89, e em 21 de março é instalada oficialmente. Em outubro do mesmo ano, a FEPEVI, pela Lei Municipal nº 2515, é transformada em Fundação Universidade do Vale do Itajaí, entidade mantenedora da Univali.

## Estrutura

### Hospital Universitário Pequeno Anjo
O prédio que abriga o Hospital Universitário Pequeno Anjo (HUPA) funcionou como Casa Paroquial até 1969, ano em que passou a ser o Hospital Menino Jesus, constituído pela iniciativa de médicos como Affonso Celso Liberato, José Menezes Caminha, Renato Pegorim, Romeo J. Zipperer, Silvino Eing e Vinícius A. Pedreira.
Administrado pela Fundação Universidade do Vale do Itajaí desde abril de 2002, o Hospital Universitário Pequeno Anjo exerce um significativo papel no atendimento em saúde infantil a pacientes de 0 a 14 anos, para toda a microrregião da Associação dos Municípios da Foz do Rio Itajaí-Açu (AMFRI).
O hospital ocupa uma área de 3.313,60 m² no centro de Itajaí, possui 93 leitos e conta com os serviços de nutrição e dietética, fisioterapia, fonoaudiologia, psicologia, assistência social, pedagogia, radiodiagnóstico por imagem, análises clínicas e farmácia hospitalar. São realizadas ainda atividades de ensino, pesquisa e extensão dos cursos de Medicina, Enfermagem, Farmácia, Psicologia, Fisioterapia, Odontologia, Fonoaudiologia, Pedagogia, Nutrição, entre outros.

### Laboratório de Produção e Análise de Medicamentos
O Laboratório de Produção e Análise de Medicamentos (LAPAM) foi inaugurado em 2001 e está localizado no campus de Itajaí. Conta com uma área construída de 1093,66 m², distribuídos em áreas destinadas à produção de sólidos orais, controle de qualidade, almoxarifado e administrativo, em condições de instalação, pessoal e equipamentos, adequadas às finalidades propostas.
Possui estrutura moderna e especializada, com profissionais capacitados, que permite suprir as necessidades de clientes no tocante a produção de medicamentos, análises de controle de qualidade e pesquisa e desenvolvimento de produtos. Como parte integrante do curso de Farmácia da Univali, oferece suporte operacional e administrativo para as atividades de ensino, pesquisa e extensão.
As atividades do Laboratório de Produção e Análise de Medicamentos (LAPAM) foram encerradas em 2013. Sua estrutura foi remodelada para a Central de Laboratórios de Ensaios Analíticos - CLEAn.

### Ecomuseu Univali
O Ecomuseu Univali ocupa a maior edificação da ilha de Porto Belo. Com uma área de 500 m²; abriga diferentes ambientes, entre eles, o saguão principal, 2 salas de exposição, dois terraços, plenário ao ar livre, além do deck de entrada, auditório para 45 pessoas e copa.
O ecomuseu tutela a parte terrestre da coleção do naturalista Carlos Nicolau Gofferjé. São espécimes representativos da fauna catarinense e incluem taxidermias como a do Jacaré-do-papo-amarelo, feita na década de 1940, cuja espécie hoje se encontra em extinção e que se encontra exposto no Laboratório do Naturalista. Esta coleção também abrange áreas como Entomologia, Ornitologia, Botânica e Antropologia.
Outras exposições são realizadas através de empréstimos de peças do coleções como a do Museu Oceanográfico Univali e do Museu de Paleontologia e Etnoarqueologia Gigantes do Passado e de instituições parceiras como o Instituto Cultural Soto Delatorre, além de material de outras instituições de ensino, pesquisa e conservação que realizam parcerias com o Ecomuseu Univali para expor seus projetos.

### Museu Oceanográfico Univali
O Museu Oceanográfico Univali (MOVI) está localizado no campus da Universidade do Vale do Itajaí em Balneário Piçarras, Santa Catarina, Brasil.
É o maior museu oceanográfico das Américas e o terceiro maior do mundo no gênero. Foi fundado em 1987, pelo seu atual curador geral, Prof. Jules M. R. Soto.
A exposição de longa duração do Museu Oceanográfico Univali foi inaugurada ao público em dezembro de 2015 e tem mil metros quadrados de área. Sua temática abrange a formação dos oceanos, a evolução dos seres vivos, a história da oceanografia, os recursos vivos e minerais dos oceanos, a preservação do meio ambiente marinho e uma ampla exposição sobre os seres vivos marinhos, disposta em ordem filogenética, isto é, dos organismos mais primitivos e antigos (esponjas, corais, moluscos, crustáceos, etc.) aos mais complexos e evoluídos (peixes cartilaginosos, peixes ósseos, répteis marinhos, aves marinhas e mamíferos marinhos).
O acervo está exposto em praticáveis e módulos auto-explicativos com percurso obrigatório que propicia ao visitante a oportunidade de não perder nenhuma das atrações. O projeto luminotécnico e de som segue os padrões atualmente estabelecidos para um museu moderno.
Possui a maior coleção de animais marinhos do Brasil, bem como a maior coleção de conchas da América Latina.
Possui auditório, 9 salas climatizadas e equipadas com Data Show, 7 salas de coleção, laboratório mobiliado em inox, com balcões refrigeradores e equipamentos óticos e de fotografia e biblioteca especializada em área marinha, além da exposição oceanográfica dividida em áreas temáticas (História da oceanografia, Formação dos oceanos, Paleontologia, Tecnologias de Exploração dos recursos marinhos etc).
Junto ao museu está localizado o laboratório do Centro de Estudos Antárticos (CEANTAR). O espaço está aberto a visitações possibilitando contato com equipamentos e peças históricas relacionadas a Antártida. Ele possui o segundo maior arquivo histórico sobre o tema no país tutelando milhares de documentos históricos e artigos do extinto Instituto Brasileiro de Estudos Antárticos (IBEA), anterior ao Programa Antártico Brasileiro (PROANTAR), além de acervos pessoais do professor Péricles Azambuja, pioneiro na campanha que levou o Brasil à Antártida, e do curador do Museu Oceanográfico Univali, Jules Soto, que arquiva e coleciona objetos e documentos sobre o tema desde 1982.

### Colégio de Aplicação Univali
O Colégio de aplicação Univali (CAU) está localizado no campus de Itajaí com cursos da educação infantil ao ensino médio e no campus de Tijucas com cursos do ensino fundamental I ao ensino médio. 